# Žitomir
 Žitomir  falu Horvátországban Zágráb megyében. Közigazgatásilag Szentivánzelinához tartozik.

## Fekvése
Zágrábtól 30 km-re északkeletre, községközpontjától  8 km-re északnyugatra a Medvednica-hegység északkeleti lejtőin fekszik.

## Története
A település neve víznévként már 1209-ben felbukkan "aqua Sitomir" alakban. Birtokként való első említése 1343-ban történt. Neve szláv személynévből származik.
A falunak 1857-ben 182,  1910-ben 373 lakosa volt. Trianonig Zágráb vármegye Szentivánzelinai járásához tartozott. 2001-ben 191 lakosa volt.

## Lakosság
| Lakosság változása | Lakosság változása | Lakosság változása | Lakosság változása | Lakosság változása | Lakosság változása | Lakosság változása | Lakosság változása | Lakosság változása | Lakosság változása | Lakosság változása | Lakosság változása | Lakosság változása | Lakosság változása | Lakosság változása |
| ------------------ | ------------------ | ------------------ | ------------------ | ------------------ | ------------------ | ------------------ | ------------------ | ------------------ | ------------------ | ------------------ | ------------------ | ------------------ | ------------------ | ------------------ |
| 1857               | 1869               | 1880               | 1890               | 1900               | 1910               | 1921               | 1931               | 1948               | 1953               | 1961               | 1971               | 1981               | 1991               | 2001               |
| 182                | 246                | 295                | 255                | 318                | 373                | 380                | 441                | 377                | 370                | 333                | 289                | 236                | 208                | 191                |

## Nevezetességei
A Fodróczy-kúria a 19. század első negyede építészetének szellemében épült egyemeletes téglaépület, amely melléképületeivel a falu egy félreeső részén található. Négyszögletes alaprajzú, szimmetrikus kialakítású épület, középen kettős lépcsővel és oldalirányban elrendezett szobákkal. Az alagsorban és a földszinten az egyik szoba boltíves, míg a többi szoba síkmennyezetű.